# Mycale vansoesti
Mycale vansoesti är en svampdjursart som beskrevs av sensu Calcinai, Cerrano, Totti, Romagnoli och Bavestrello 2006. Mycale vansoesti ingår i släktet Mycale och familjen Mycalidae. Inga underarter finns listade i Catalogue of Life.